# Oberurseler Stadtwald und Stierstädter Heide
Oberurseler Stadtwald und Stierstädter Heide ist der Name eines Schutzgebietes in Oberursel (Taunus). Aufgrund des Vorkommens der seltenen Fledermausart Myotis bechsteini (Bechsteinfledermaus), sowie des im Vordertaunus einmaligen Lebensraumtyps Trockene Europäische Heiden steht das Gebiet im Rahmen des Natura-2000-Netzwerkes als Fauna-Flora-Habitat-Gebiet unter Schutz.

## Beschreibung
Das Gebiet liegt größtenteils auf der Gemarkung von Oberursel, ein kleiner Teil im Süden gehört zu Steinbach. Der nördliche Teil ist dem Naturraum Hoher Taunus zuzuordnen, der südliche Teil befindet sich im Naturraum Kronberger Taunusfuß. Das Areal befindet sich größtenteils in öffentlicher Hand, nur kleine Teile befinden sich in Privatbesitz. Die Schutzgebietspflege übernimmt das Forstamt Königstein im Taunus. Größtenteils besteht das Gebiet aus quartären Sedimenten, es kommen pleistozäne Kiese und Sande und holozäne Solifluktionsdecken vor. Teile der Fläche werden als Ästungsfläche und als Naherholungsgebiet genutzt.
Die Stierstädter Heide, 3,2 ha groß, besteht seit dem Mittelalter. Die damaligen Bewohner holzten den Bereich ab und verwendeten den Humus, um ihre Felder zu düngen. So entstand der karge Boden, auf dem Heidekraut sehr gut wächst.
Der flächenmäßig größte Lebensraumtyp im Schutzgebiet ist der Hainsimsen-Buchenwald. Er befindet sich – ebenso wie der Typ Trockene europäische Heiden – in einem guten Erhaltungszustand. In einem schlechten Zustand befinden sich hingegen die Bereiche, die den  Artenreichen montanen Borstgrasrasen und den Erlen-Eschenwäldern zuzuordnen sind.
Als besonders schützenswerte Art ist die Bechsteinfledermaus in hervorragender Ausprägung zu finden, aber auch viele andere Fledermausarten sind anzutreffen. Im Bereich der Heide finden sich mehrere Eidechsenarten sowie der Kleine Heidehüpfer. Auf ihr wachsen außerdem die Besenheide und die Draht-Schmiele.

## Schutz

### Ziele
Ziele des Schutzes sind die Erhaltung des Buchenwaldes, der Heide sowie des Bechsteinfledermausbestandes. Des Weiteren soll
der Zustand des Borstgrasrasens sowie des Erlen-Eschenwaldes verbessert werden.
Für 2024 ist für alle Lebensraumtypen eine Verbesserung, bzw. Stagnation auf einen guten Erhaltungszustand prognostiziert. Für die Bechsteinfledermaus wird jedoch eine Verschlechterung von einem hervorragenden zu einem guten Erhaltungszustand erwartet.
Gefahren für die Pflanzenbestände sind Verbuschung und Überalterung; die Fledermausarten können durch zu lichte Althölzer, geschlossene Verjüngung, zu lichten Kronenschluss sowie durch die durch das Gebiet verlaufende Bundesstraße 455 gefährdet werden.

### Maßnahmen
Zum Schutz des Gebietes wurden verschiedene Maßnahmen festgelegt. Der Bestand an Alteichen und -buchen soll, auch im Hinblick auf das anfallende Totholz, erhalten werden, während die Nadelwälder durch Entnahme der Fichten und Kiefern zu Laubmischwäldern umgeformt werden sollen.
Zum Erhalt der Sommerquartiere für Fledermäuse sollen unter anderem Höhlenbäume gesichert und halboffene Flächen erhalten werden. Auch die Aufstellung von Fledermauskästen ist geplant.
Die Heide soll regelmäßig entbuscht und verjüngt werden. Dies übernimmt viermal jährlich im Herbst und Winter die Schutzgemeinschaft Deutscher Wald, Sektion Oberursel. Ebenso wird regelmäßig die Humusschicht abgetragen.